# Mikrochemie

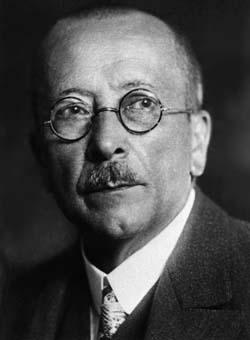
Nobelpreisträger Fritz Pregl

Die Mikrochemie oder Mikroanalyse beschreibt Verfahren zur quantitativen oder qualitativen Bestimmung von chemischen Verbindungen oder Elementen in kleinen Mengen von Probenmaterialien. Vor ihrer Einführung wurde in mehr oder weniger großen Kolben und Bechern gearbeitet, die eine Untersuchung von kleinsten Probenmengen nicht erlaubte. Dies war in der medizinischen Forschung und Forensik aber notwendig.
Die Entwicklung spezieller Instrumente, Techniken und Verfahren durch Fritz Pregl ermöglichte zum Beispiel erstmals die Untersuchung von kleinen Gewebeproben für die medizinische Diagnostik. Pregls Arbeiten entstanden zum Großteil in Graz, wo das chemisch-analytische Institut der Technischen Universität bis 1967 den Titel „Institut für Mikrochemie“ trug. Fritz Feigl war über die „Tüpfelanalyse“ Wegbereiter der Chromatographie. In den USA verbreitete Pregls Schüler Anton Benedetti-Pichler die Methoden der Mikrochemie.
Je nach der notwendigen Substanzmenge unterscheidet man in der Mikroanalyse zwischen
- Semi-Mikroanalyse mit 10 bis 20 mg,
- der eigentlichen Mikroanalyse mit 1 bis 10 mg,
- Ultra-Mikroanalyse 10−3 bis 10−2 mg,
- Sub-Mikroanalyse 10−6 bis 10−5 mg und
- Subultra-Mikroanalyse 10−9 bis 10−8 mg.

Die Nachweisgrenzen vieler Stoffe konnten dabei vor allem durch die Anwendung moderner physikochemischer Messmethoden wie der Chromatographie, Absorptionsmessungen, dem Einsatz radioaktiver Isotope oder auch durch hochempfindliche Farbreaktionen deutlich verringert werden.